# 宮岡寛
宮岡寛（みやおか ひろし、1958年7月4日 - ）は、日本のゲームクリエイター。元クレアテック代表取締役、角川ゲームス所属を経て、現Cygames所属。メタルマックスシリーズの生みの親として知られる。

## 経歴・人物
山口県防府市出身。早稲田大学を中退したあと劇画村塾に参加し、幼馴染の山本貴嗣からさくまあきらに紹介され、ライターとして活動を始める。鳥嶋和彦、堀井雄二などと親交を持つ。ログインのRPG情報局ではデューク宮岡の名で、『週刊少年ジャンプ』のファミコン神拳ではミヤ王の名で活動。また、『週刊少年サンデー』では「サンデーマンガカレッジ」や「めざせ！マンガ家」を土居孝幸と組んで連載していた。
1986年から堀井の誘いで「ドラゴンクエストシリーズ」のロト三部作の制作に参加。『ドラゴンクエスト』では、シナリオのアシスタント、ダンジョンなどのデザインを担当した。『ドラゴンクエストIII そして伝説へ…』制作中に堀井と衝突を繰り返し、シリーズから離脱する。
1988年に独立し、クレアテックを設立。1991年に当時主流のファンタジー的な要素を持つRPGとは一線を画した、SF色の強いRPG『メタルマックス』を発表。メタルマックスを企画した時彼の頭の中では「ロボット物」のゲームを作ろうと考えていたが、当時のグラフィックの制約上「口で説明するよりも制限された絵で説明する」の方が好ましいので「ロボット物」の企画は採用されず、絵の単純さとインパクトを優先して戦車を採用したという。
その後、1995年まで『メタルマックス2』、『メタルマックスリターンズ』などを発表し、熱狂的なユーザーを獲得するが、発売元の倒産や撤退などに端を期した権利関係のゴタゴタが続き、メタルマックスシリーズから一時撤退。2005年にメタルマックスシリーズの流れを汲む『メタルサーガ 〜砂塵の鎖〜』がサクセスから発表されたが、権利関係の問題があったためか、宮岡およびクレアテックは開発初期には関わっていない。しかし、権利関係がクリアになったことにより、中途から参加している。その後の同シリーズ（『メタルサーガ 〜鋼の季節〜』、『メタルサーガ モバイル』、『メタルマックス3』）には復帰、企画段階から参加している。
2022年7月29日にCygamesへの移籍を公表、所属ディレクターとして同社へ事業が移管された「メタルマックスシリーズ」のリブートに取り組むとしている。
愛猫家で、2001年ごろには猫を9匹飼っていた。

## ゲーム
- ドラゴンクエスト（1986年） - シナリオアシスト
- ドラゴンクエストII 悪霊の神々（1987年） - シナリオアシスタント
- ドラゴンクエストIII そして伝説へ…（1988年） - シナリオアシスタント
- メタルマックスシリーズ（1991年-2018年）
- TOWER DREAMシリーズ（1996年-1998年）
- 幻獣旅団（1998年）
- ピキーニャ!シリーズ（1998年-2000年）
- アランドラ2 魔進化の謎（1999年） - シナリオ、挿入歌「こんなクラゲに誰がした？」作詞
- 天空のレストラン（2000年）
- いただきストリート3 億万長者にしてあげる! 〜家庭教師つき!〜（2002年）
- ヒーロー☆コネクション（2003年） - プロデュース[6]
- RPGツクール アドバンス（2003年） - サンプルゲーム「ジュエルキーパー」シナリオ[7]

## 漫画原作
- あそびじゃないの（作画：岡崎つぐお 1992年-1994年 『週刊ファミコン通信』（アスキー））

## 出演
- メイQノ地下ニ死ス（2015年） - 老師 役[8]